# Sagakritik
Unter Sagakritik versteht man eine Forschungsrichtung unter den Historikern, die den Quellenwert der Sagas für die Geschichtsschreibung bestreitet. Ein besonderer Zweig der Saga-Kritik ist die so genannte „Isländische Schule“, die sich  mit den Isländer-Sagas befasst. Daneben gibt es einen Zweig, der sich mit den Königs-Sagas in der Heimskringla Snorris auseinandersetzt.

## Die „Isländische Schule“
Die „Isländische Schule“ wurde von einer Reihe isländischer Forscher getragen, die den Quellenwert der Isländer-Sagas bestritten und sie zu Romanen erklärten und sie damit der Belletristik und der Literaturforschung zuwiesen. Die Wurzeln gehen bis ins 19. Jahrhundert auf Konrad Maurer zurück. Aber ausformuliert wurde sie vom ersten Professor für isländische Sprache und Literatur an der Universität Reykjavík Björn M. Ólsen. Die volle internationale Durchschlagskraft erhielt sie nach den 1960er Jahren durch Ólsens Nachfolger Sigurður Nordal sowie anderen isländischen Forschern wie Einar Ólafur Sveinsson und Jón Jóhannesson. Sigurður Nordal schrieb während seiner Zeit als Botschafter in Dänemark das Buch The Historical Elements in the Icelandic Family Sagas. Seine große Autorität auf dem Gebiet der Sagaforschung ließ den übrigen Historikern keine Möglichkeit mehr, die Sagas als historische Quelle zu benutzen. Seiner Ablehnung der Sagas als Quelle lag das Konzept zu Grunde, dass der Historiker sich auf die historischen Tatsachen zu beschränken habe, die man in historischen Darstellungen finde. Da die Isländer-Sagas aber Literatur seien, lägen sie außerhalb des Arbeits- und Kompetenzgebietes eines Historikers. Er schrieb in einer Zeit, in der sich die Forschung zum Ziel gesetzt hatte, zwischen Wahrheit und Dichtung zu unterscheiden. Dass die Sagas historische Quellen für die Darstellung sozialer Prozesse in Island im Mittelalter sein könnten, lag außerhalb des Gesichtskreises.

## Sagakritik in der norwegischen Geschichte

### Ursprung
Edvard Bull schrieb 1931 in seiner Einleitung zu seinem 2. Band von seinem Werk Det norske folks liv og historie:

„Wir müssen jede Vorstellung darüber aufgeben, dass Snorris mächtiges historisches Epos eine tiefere Ähnlichkeit mit dem hat, was wirklich in der Zeit zwischen der Schlacht am Hafrsfjord und der Schlacht bei Re geschehen ist.“

Diese mit der traditionellen Auffassung aufräumenden Beiseiteschiebung der Sagaliteratur hatte bereits mit den schwedischen Brüdern Lauritz und Curt Weibull begonnen. In der Abhandlung Kritiska undersökningar i Nordens historia omkring år 1000 (Kritische Untersuchungen in der nordischen Geschichte um das Jahr 1000 herum) von Lauritz Weibull zeigte er auf, wie weit die Sagaverfasser die Wirklichkeit der Geschichte verfälscht hätten. Einflüsse wandernder Motive, eine nationalistische Tendenz und der Hang zu Konstruktionen seien dafür verantwortlich. Er hielt das alles für reine Dichtung ohne besonderen Faktenbezug.

### Weiterbildung in Norwegen und Deutschland
In Norwegen initiierte Halvdan Koht die „Sagakritik“ 1913 in einem Vortrag Die Auffassung der Sagas über die alte Geschichte, der ein Jahr später unter dem Titel Sagaernes opfatning var vor gamle historie in der Historisk tidskrift erschienen ist. Seiner Ansicht nach wurden die Sagas tendenziös aus der Sicht des 13. Jahrhunderts abgefasst. Unter dem Eindruck des Kampfes zwischen Aristokratie und Königsmacht in Norwegen Ende des 12. Jahrhunderts unter König Sverre habe Snorri den Schluss gezogen, dass die gesamte frühere Zeit der Reichseinigung von dauerndem Kampf geprägt gewesen sei. Aber das war nach Koht falsch. Damals, zur Zeit der Reichseinigung, haben nach ihm König und Aristokratie im Gegenteil gut zusammengearbeitet. Auch in Deutschland hat man sich im Zusammenhang mit dem Svolder-Problem mit der Sagakritik befasst (siehe Literatur und Quellenkritik).
In Deutschland war Walter Baetke Vertreter einer sehr weitgehenden Saga-Kritik. In seiner Schrift Christliches Lehngut in der Sagareligion schrieb er beispielsweise: „Wie in der mündlichen Tradition überhaupt, sind auch aus dem religiösen Bereich höchstens einzelne Tatsachen oder Vorgänge, also äußere Daten, überliefert worden, dagegen wenig oder gar nichts, was das religiöse Leben, oder was die religiösen Anschauungen der Menschen betrifft.“ Und: „Die Traditionsträger waren zwei Jahrhunderte lang Christen. Nach wenigen Generationen schwand nicht nur die Kenntnis der heidnischen Religion dahin, sondern ebenso auch das Verständnis für sie. Und in demselben Maße wuchs die Gefahr, dass auch die überlieferten Tatsachen umgedeutet und umgestaltet wurden.“ Diese Sicht auf die Sagas, dass sie Erzeugnisse einer späten Schriftkultur seien, die nicht auf zuverlässigen älteren Tradition aufbauten, hat bis zum Ende des 20. Jahrhunderts die Diskussion beherrscht. Heute sieht man auf Grund archäologischer Erkenntnisse, insbesondere der Darstellungen auf Goldbrakteaten und der Ortsnamensforschung, den Zeugniswert der Sagas differenzierter.

## Beispiel
Die Fagrskinna, um 1220 verfasst, beschreibt Harald Hårfagre wie folgt:

„Harald, Sohn von Halvdan Svarte, übernahm nach seinem Vater das Königtum. Er war da noch jung an Jahren, aber er hatte bereits die volle Mannhaftigkeit, die ein gesitteter König haben muss. Seine Haare waren lang und mit einer merkwürdigen Farbe von blasser Seide. Er war der tüchtigste von allen Männern und ungewöhnlich stark und so groß, wie man an dem Stein auf seinem Grab sehen kann, das sich in Haugesund befindet. Er war ein außergewöhnlich kluger Mann. Er war vorausschauend und wagemutig und hatte das Glück mit sich. Er setzte sich das Ziel, Herr über das Reich der Nordmänner zu werden, und sein Geschlecht erhoben in dieser Zeit das Land zu großer Ehre, und so soll es allezeit bleiben.“

Dies ist offensichtlich die Idealvorstellung eines Königs im 13. Jahrhundert. Der Verfasser wollte nicht Harald beschreiben, sondern er wollte das Herrschergeschlecht nach ihm rühmen und legitimieren. Gleichwohl hat die Sagakritik an der Nachfahrenliste Harald Hårfagres nicht gezweifelt.

## Entwicklungen und Konsequenzen
In der Zeit zwischen den Weltkriegen interpretierten die Vertreter der Sagakritik die norwegische Geschichte des 11. und 12. Jahrhunderts als logische Folge ökonomischer und sozialer Gesetzmäßigkeiten. Sie konstruierten zwangsläufige Entwicklungslinien von der Völkerwanderungszeit bis zum christlichen Mittelalter. Das führte teilweise zu einer unkritischen Verwendung der Sagas, wenn sie die vorkonstruierte Theorie stützten.
Die durch Gustav Storm um die Jahrhundertwende eingeleitete kritisch-sorgfältige Arbeit an den Texten wurde durch einen mehr aus dem Zufall hervorgehenden Gebrauch der Sagas, insbesondere, wenn auf die für die politische Geschichte nicht aussagekräftigen vieldeutigen archäologischen Funde abgehoben wurde, abgelöst.
Paradoxerweise schwächte so die Sagakritik den gewissenhaften Umgang mit den Texten. Die Sagakritik weitete sich bei einigen Forschern zu einer allgemeinen radikalen Quellenkritik aus. Beispiele sind dafür Peter H. Sawyer und besonders Régis Boyer. Nach Boyer sind die Sagas nicht glaubwürdig, weil sie mehrere hundert Jahre nach den Ereignissen verschriftlicht worden sind. Die Runenstein-Inschriften repräsentieren nur eine dünne Oberschicht. Die Archäologie ist in ihren Methoden zur zeitlichen Einordnung der Funde zu ungenau. Die Gesetze geben nur einen gewünschten, nicht aber den wirklichen Zustand wieder und die fränkischen und angelsächsischen Annalen von christlichen Mönchen schildern die Ereignisse christlich-subjektiv und damit verfälscht. Demgegenüber versucht die seriöse Forschung durch sorgfältige Textanalyse die glaubhaften Informationen aus den Quellen herauszupräparieren. Vertreter dieser Richtung sind z. B. Jón Viðar Sigurðsson und Horst Zettel. Ebenso paradox führte die marxistische Prägung zu einer nationalen Fixierung des Gegenstandes, wo er doch eher in einen gesamteuropäischen Zusammenhang hätte gestellt werden sollen.

## Kritik an übertriebener Sagakritik
Nach dem Zweiten Weltkrieg äußerte sich Kritik gegenüber dem aufgekommenen gewissenlosen Umgang mit den Sagaquellen. Georges Dumézil äußerte sich vor dem Hintergrund seines komparativen Vergleichs im Rahmen gemein-indogermanischer Religion und Linguistik:

„Somit ist nicht länger erlaubt, bei den Loki-Erzählungen der Prosa-Edda nach der beliebten Übung der neuesten Kritiker die [in anderen isländischen Quellen] nirgend als bei Snorri bezeugten Züge auszuscheiden. Und damit ist mit einem Schlag der größte Teil unseres Materials zurückgewonnen.“

Einer der Hauptkritikpunkte ist, dass mit der Ablehnung aller Quellen jeglicher nachvollziehbare Zugang zu den geschilderten Ereignissen verloren geht. In aller Regel werden dann die Quellen bei der Darstellung doch benutzt, aber es fehlt jegliche Rechtfertigung, nach welchen Kriterien Informationen doch als glaubhaft herangezogen werden, damit überhaupt eine Ereignisgeschichte erstellt werden kann.
Auch Sørensen wendet sich dagegen, die Schilderungen Snorris als unhistorisch zu verwerfen. Man habe in Snorri einen zuverlässigen, gut orientierten und vertrauenswürdigen Versuch eines mittelalterlichen Historikers, ein Bild des heidnischen Kultes und des Verhältnisses zwischen Macht und dem Heiligen zu geben. Die Idealquelle der quellenkritischen Historiker wäre eine Beschreibung der Kulte von einer zeitgenössischen inländischen gut unterrichteten Person. Die gibt es nicht, aber das Ideal offenbare den Fehler dieser Quellenkritik: Wenn man eine solche Quelle hätte, so könnte man sie nicht verstehen, ohne sie in die heutige Begriffswelt zu übersetzen. Faktisch habe man zwar solche authentischen Quellen auf den Runensteinen von Eggjum und Rök oder in den mythologischen Skaldengedichten. Aber diese Texte könnten nicht mit Sicherheit gedeutet werden und könnten daher nicht ohne weiteres für die gegenwärtige Vorstellung der heidnischen Religion verwendet werden.
Der Streit über korrekte, sinn- und maßvolle Sagakritik dauert bis heute an.